# Brahian Peña
Brahian Peña (ur. 3 kwietnia 1994) – szwajcarski lekkoatleta specjalizujący się w biegach płotkarskich. Do końca 2011 roku reprezentował Dominikanę.
Brązowy medalista juniorskich mistrzostw Europy w Rieti (2013).

## Osiągnięcia
| Rok  | Impreza                        | Miejsce   | Konkurencja                     | Lokata     | Wynik |
| ---- | ------------------------------ | --------- | ------------------------------- | ---------- | ----- |
| 2012 | Mistrzostwa świata juniorów    | Barcelona | bieg na 110 metrów przez płotki | półfinał   | 13,90 |
| 2012 | Mistrzostwa świata juniorów    | Barcelona | sztafeta 4 × 100 metrów         | eliminacje | DQ    |
| 2013 | Mistrzostwa Europy juniorów    | Rieti     | bieg na 110 metrów przez płotki | 3. miejsce | 13,31 |
| 2013 | Mistrzostwa Europy juniorów    | Rieti     | sztafeta 4 × 100 metrów         | 6. miejsce | 40,26 |
| 2015 | Młodzieżowe mistrzostwa Europy | Tallinn   | bieg na 110 metrów przez płotki | 5. miejsce | 13,90 |
| 2015 | Młodzieżowe mistrzostwa Europy | Tallinn   | sztafeta 4 × 400 metrów         | 6. miejsce | 40,61 |
| 2016 | Halowe mistrzostwa świata      | Portland  | bieg na 60 metrów przez płotki  | eliminacje | 7,87  |
| 2016 | Mistrzostwa Europy             | Amsterdam | bieg na 110 metrów przez płotki | eliminacje | 13,98 |
| 2018 | Mistrzostwa Europy             | Berlin    | bieg na 110 metrów przez płotki | eliminacje | 14,50 |
| 2019 | Halowe mistrzostwa Europy      | Glasgow   | bieg na 60 metrów przez płotki  | eliminacje | 7,93  |

## Rekordy życiowe
- Bieg na 60 metrów przez płotki (hala) – 7,70 (2016)
- Bieg na 110 metrów przez płotki (99/100 cm) – 13,31 (2013)
- Bieg na 110 metrów przez płotki – 13,73 (2017) / 13,68w (2018)